# 5 (Lenny Kravitz-album)
5 är det femte fullängdsalbumet av amerikanska rockmusikern Lenny Kravitz, släppt den 12 maj 1998 av Virgin Records. Det släpptes fem singlar från albumet under 1998 och 1999.

## Låtlista
Utgåvan från 1998 innehåller: 
| Spår | Titel                   | Kompositör                  | Längd |
| ---- | ----------------------- | --------------------------- | ----- |
| 1    | "Live"                  | Lenny Kravitz, Craig Ross   | 5:12  |
| 2    | "Supersoulfighter"      | Lenny Kravitz               | 4:58  |
| 3    | "I Belong to You"       | Lenny Kravitz               | 4:17  |
| 4    | "Black Velveteen"       | Lenny Kravitz               | 4:48  |
| 5    | "If You Can't Say No"   | Lenny Kravitz               | 5:17  |
| 6    | "Thinking of You"       | Lenny Kravitz, Lysa Trenier | 6:24  |
| 7    | "Take Time"             | Lenny Kravitz               | 4:31  |
| 8    | "Fly Away"              | Lenny Kravitz               | 3:41  |
| 9    | "It's Your Life"        | Lenny Kravitz               | 5:02  |
| 10   | "Straight Cold Player"  | Lenny Kravitz               | 4:19  |
| 11   | "Little Girl's Eyes"    | Lenny Kravitz               | 7:44  |
| 12   | "You're My Flavor"      | Lenny Kravitz               | 3:48  |
| 13   | "Can We Find a Reason?" | Lenny Kravitz               | 6:24  |
|      |                         |                             | 66:26 |